# L’Androuno
A L’Androuno egyike a világ legkeskenyebb utcáinak, a dél-franciaországi Gassin településen, Var megyében található.
Legkeskenyebb része mindössze 29 cm-es.

## Lásd még
- Spreuerhofstraße: egy keskeny utca Németországban;
- Fan Tan Alley: egy keskeny utca Kanadában;
- Mårten Trotzigs Gränd: egy keskeny utca Svédországban;
- Parliament Street, Exeter: egy keskeny utca az Egyesült Királyságban;
- Strada sforii: egy keskeny utca Romániában;
- 9 de Julio Avenue: a világ legszélesebb utcája Buenos Aires-ben